# Mas Prats (Regencós)
El Mas Prats és una obra de Regencós (Baix Empordà) inclosa a l'Inventari del Patrimoni Arquitectònic de Catalunya.

## Descripció
Masia situada als afores del poble de Regencós, al costat de la carretera que va a Begur.
Format per dos cossos adossats, un del segle xvii, que està coberts a una sola aigua, i l'altre també coberta a una sola aigua però de vessant contrària a la primera, del segle xviii. Al seu voltant s'hi ha anat formant tot un conjunt de coberts que li donen l'aspecte actual. Està construït amb pedra i morter de calc, l'estructura portant, i amb teula àrab, la coberta.

## Història
Cal destacar la finestra decorada gòtic-renaixentista de la façana NO.